# Клеопатра (будущий фильм)
«Клеопатра» (англ. Cleopatra) — будущий исторический фильм производства США о царице Египта Клеопатре, работа над которым ведётся с 2010 года. Режиссёрами проекта в разное время были Дэвид Финчер, Джеймс Кэмерон, Пол Гринграсс, Дени Вильнёв. В СМИ картину характеризуют как «тягучий долгострой».

## Сюжет
Литературной основой сценария стала книга Стэйси Шифф «Клеопатра: Жизнь. Больше, чем биография», опубликованная в 2010 году. Эта книга, рассказывающая о египетской царице в популярной форме, но с опорой на источники, стала бестселлером и была доброжелательно встречена критиками. Шифф уделила большое внимание образованию Клеопатры, её убеждениям, взаимоотношениям с Гаем Юлием Цезарем и Марком Антонием, её материнству. Вопреки расхожим представлениям о царице как соблазнительнице, использовавшей мужчин в своих интересах, Шифф изображает её как проницательного и мудрого политического лидера, стремившегося повысить благосостояние своего народа.

## В ролях
Некоторое время предполагалось, что Клеопатру сыграет Анджелина Джоли. В марте 2023 года в подкасте The Hot Mic было заявлено, что роль Клеопатры может получить Зендея.

## Производство
Вскоре после выхода книги Стейси Шифф продюсер Скотт Рудин (студия Sony Pictures) купил права на её экранизацию. Рудин рассказал прессе, что планирует показать Клеопатру по-новому, совсем не так, как это было в предыдущих фильмах (в частности, в знаменитом пеплуме 1963 года): «Клеопатра не игривая кошечка, она политик, стратег и воительница. В фильме Манкевича Элизабет Тейлор играла соблазнительницу, но историю Клеопатры постоянно писали мужчины. Наша станет первой, написанной женщиной. Многие режиссеры хотят ее снять, но только несколько из них действительно способны на это».
Первым кандидатом в режиссёры стал Джеймс Кэмерон, который хотел взять на главную роль Анджелину Джоли. Однако он заявил, что возьмётся за «Клеопатру» только после окончания работы над «Аватаром 2», а позже ушёл из проекта. В январе 2011 года режиссёрское кресло занял Пол Гринграсс. В марте ушёл и он, его сменил Дэвид Финчер. В ноябре 2011 года сценаристом проекта стал Эрик Рот, сменивший Брайана Хелгеленда. Финчер рассказывал журналистам, что относится к проекту максимально серьёзно. «У Скотта на руках права на прекрасную книгу, — констатировал режиссёр в одном из интервью, — ну а Эрик, я надеюсь, найдет к ней подход. Мне не очень интересно снимать обычный эпик в стиле „мечи и сандалии“. Такие вещи не впечатляют меня уже лет десять. Достаточно включить кабельное ТВ, и там найдется множество сериалов по теме…». Тем не менее в августе 2012 года стало известно, что Финчер тоже отказался от режиссирования «Клеопатры». Sony Pictures начала поиски замены, в СМИ называли имя Энга Ли. Последний рассказал, что читает сценарий и проект кажется ему «вполне подходящим». Однако Ли так и не взялся за «Клеопатру».
В 2017 году режиссёром фильма стал Дени Вильнёв. Производство после этого не активизировалось. В сентябре 2021 года Вильнёв подтвердил, что проект по-прежнему жив, и рассказал о готовности снять фильм «до или после съёмок второй „Дюны“».